# Walvisvaart

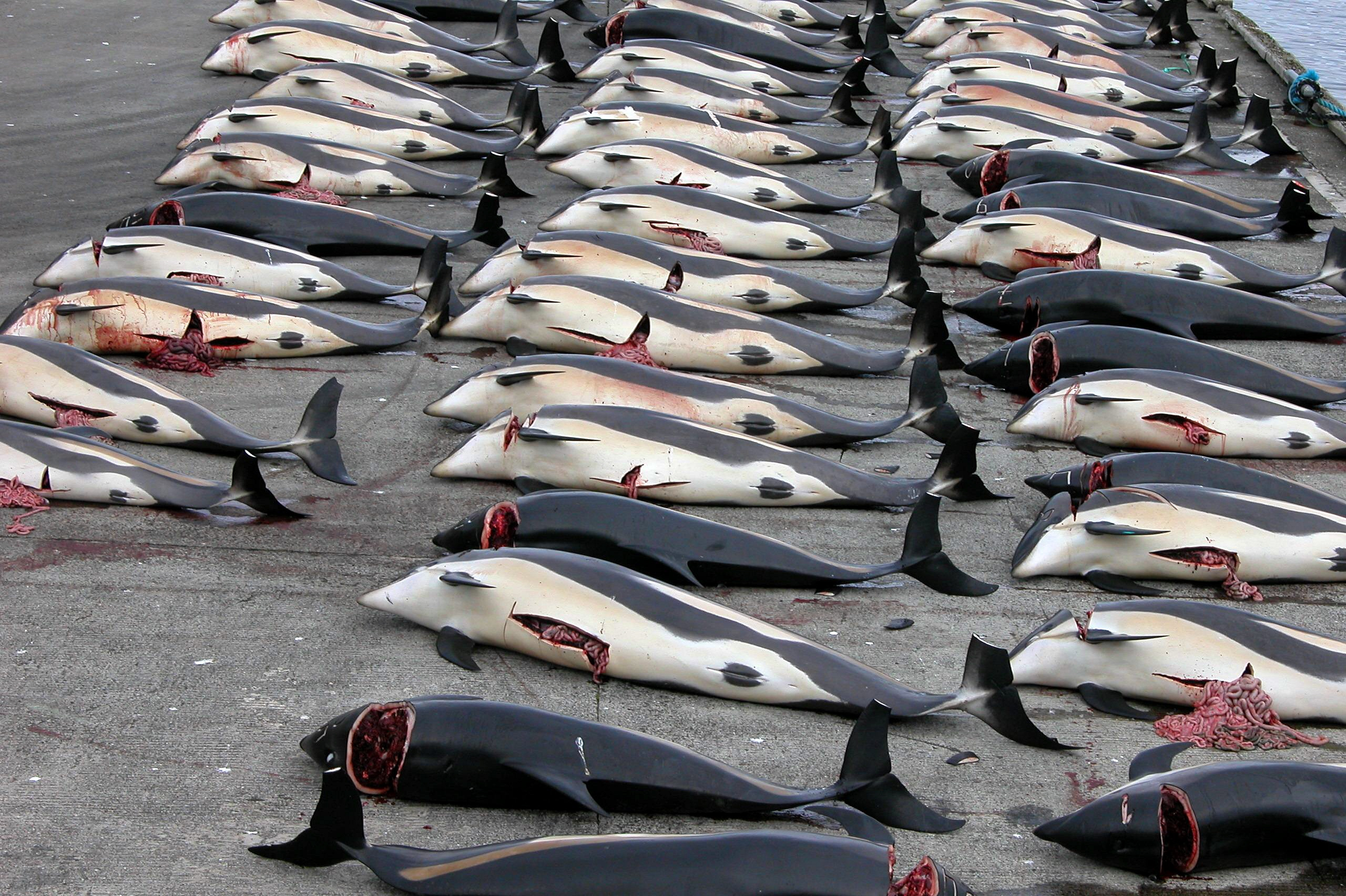
Resultaat van walvisvangst op Hvalba, Faeröer (26 augustus 2006)

De walvisvaart of walvisjacht is het jagen op en het doden van walvissen, voornamelijk voor walvistraan en -vlees. Het schip waarmee op walvissen wordt gejaagd heet een walvisvaarder, evenals de kapitein van een dergelijk schip. Walvissen worden meestal met een harpoen gevangen. Onder natuurbeschermers en onder de bevolking in de meeste Europese landen is de walvisvaart omstreden.

## Geschiedenis

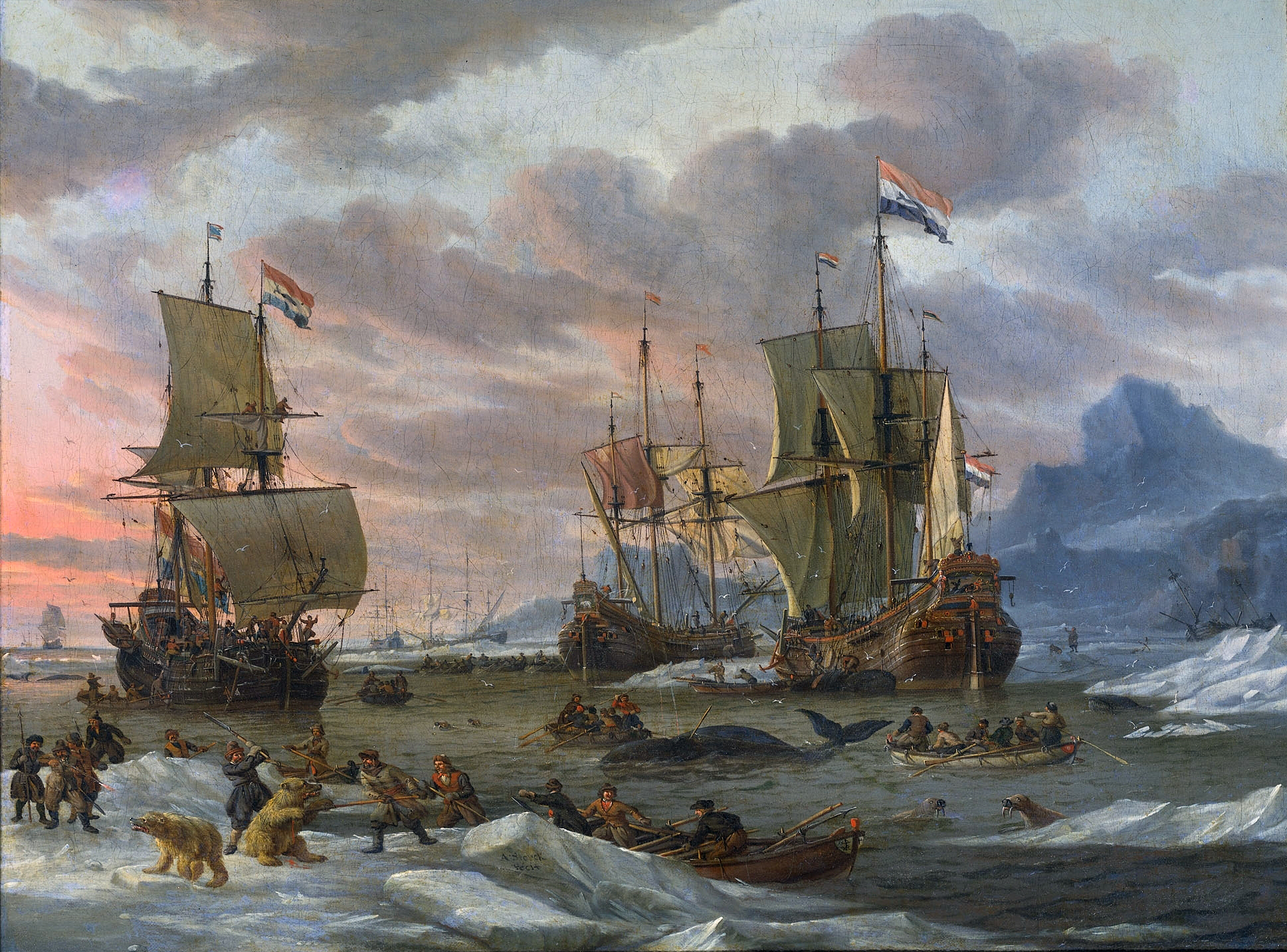
Walvisvangst, Abraham Storck.

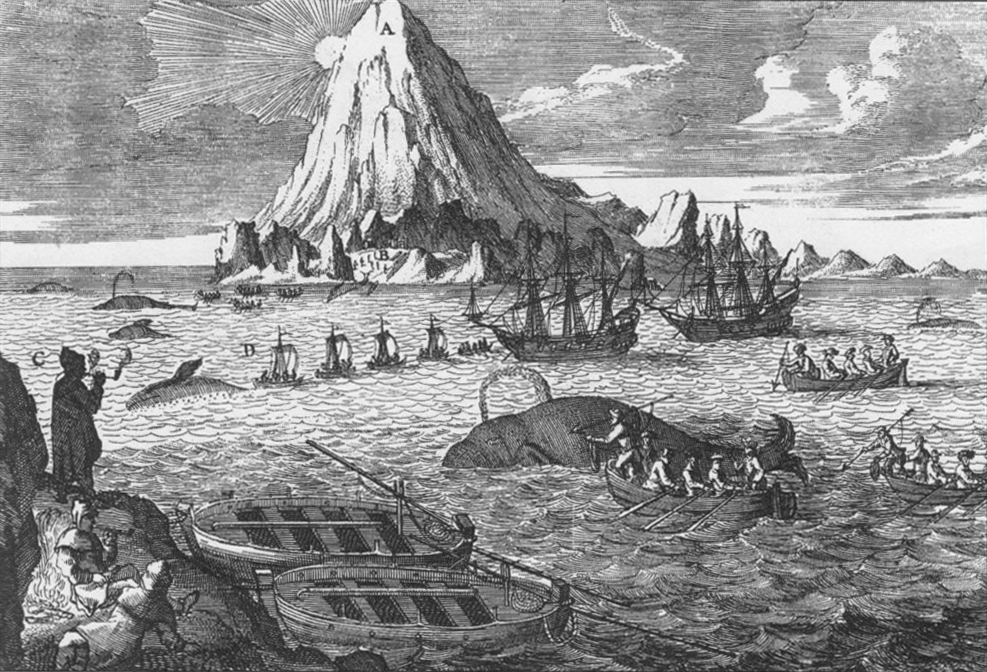
Gravure uit de 18e eeuw met Nederlandse walvisvaarders jagend op Groenlandse walvissen bij het eiland Jan Mayen. Op de achtergrond is de vulkaan Beerenberg te zien.

### Prehistorie tot de middeleeuwen
Mensen jagen al op walvissen sinds prehistorische tijden. Archeologische vondsten in Ulsan in Zuid-Korea laten zien dat boeien, harpoenen en lijnen al rond 6000 v.Chr. gebruikt werden om walvissen te bejagen. De oudste bekende manier van het vangen van walvissen is door ze simpel naar de kust te drijven door de weg naar de open oceaan af te snijden met een aantal kleine boten. Dit werd vooral toegepast bij kleine soorten, zoals de griend, witte dolfijn en de narwal. Hierna begon men met het jagen met een boei aan het eind van een harpoenlijn. Deze boei was vaak een houten boei of een opgeblazen zeehondenhuid. De boei zorgde ervoor dat het geharpoeneerde dier zo vermoeid raakte dat men het kon naderen en doden. Verschillende culturen uit de hele wereld gebruikten zo'n boei, zoals de Inuit, indianen, en de Basken.

### Begin commerciële walvisvaart
De Basken waren de eersten die op grote schaal om commerciële reden op walvissen begonnen te jagen. In de middeleeuwen exporteerden de Basken al veel walvisvlees en blubber naar vele andere delen van Europa. De Basken gingen boten gebruiken als 'boei' aan het eind van de harpoenlijn. Hierdoor werd de vangst vergroot doordat de geharpoeneerde dieren niet meer konden wegzwemmen voordat ze gedood waren. Reeds in de 16e eeuw richtten zij ook in Noord-Amerika walvisverwerkingsplaatsen op, waaronder het beroemde Red Bay in het Canadese Labrador.
Aan het begin van de 17e eeuw beseften de Hollanders, Engelsen en anderen de mogelijkheden van de walvisvaart.  Vanaf dit moment werd de concurrentie hevig om de rijkste "visgronden". Rond 1640-1650 begonnen ook de Amerikaanse kolonisten vanuit New England op echte walvissen te jagen.

### Nederland
Vanaf de 17e eeuw begonnen Nederlanders met de commerciële walvisvaart. Willem Cornelisz. van Muyden was de eerste Nederlandse walvisvaarder. Van 1614 tot 1642 had de Noordsche Compagnie het alleenrecht. Op het eiland Amsterdam bij Spitsbergen werd voor de walvisvaart de nederzetting Smeerenburg gevestigd, van waaruit 's zomers grote hoeveelheden Groenlandse walvissen tot traan werden verwerkt. Toen dit octrooi afliep, gingen ook anderen meedoen aan de jacht op de Groenlandse walvis. Dit leidde uiteindelijk tot de bijna uitroeiing van de Noord-Atlantische populatie van deze soort. Al rond 1670 waren bij Spitsbergen zo weinig walvissen dat de schepen moesten uitwijken naar andere gebieden. Dit bleek uiteindelijk commercieel geen succes.
Het Nederlandse aandeel in de walvisvaart liep in de loop van de negentiende eeuw terug tot vrijwel nihil, in 1873 stopte de laatste walvisvaarder. 

## Moderne walvisvaart

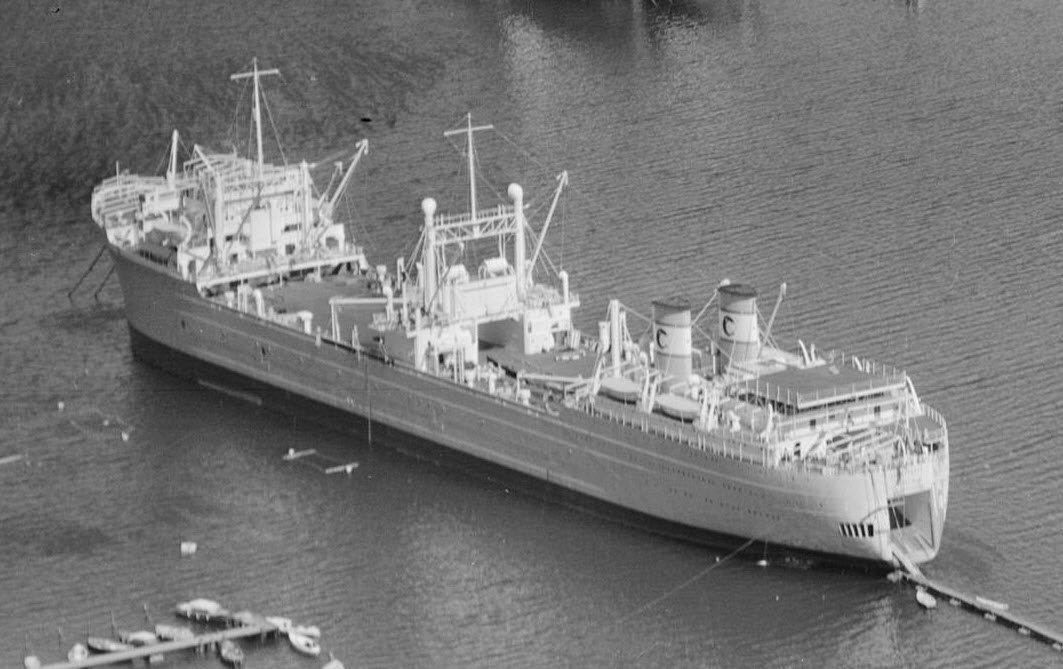
Het Noorse walvisfabrieksschip Thorshavet (1956)

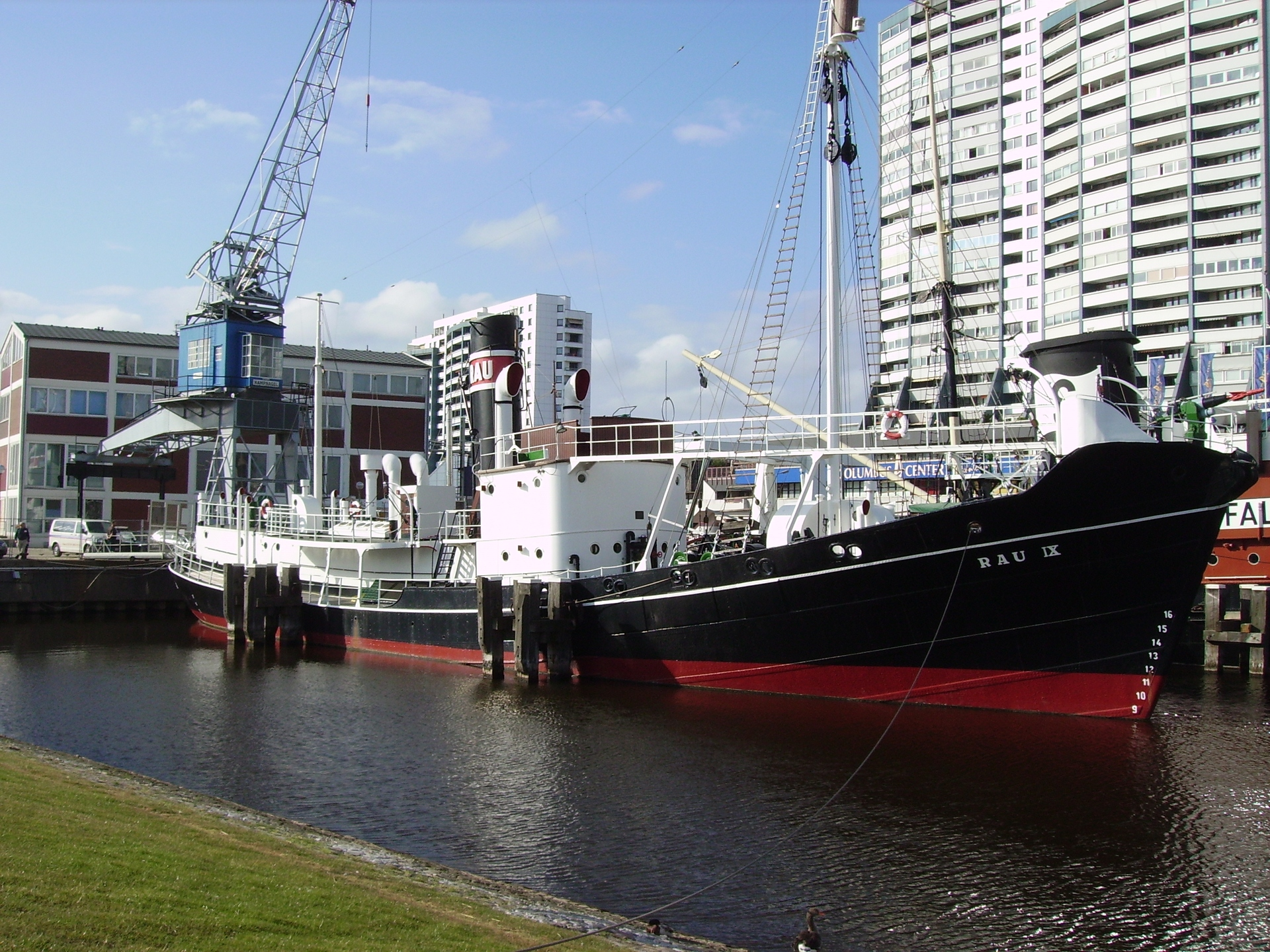
Vangschip Rau IX in Bremerhaven

Bij de 'pelagische walvisvaart' gebeurt de jacht op en de verwerking van walvissen in volle zee door een vloot van schepen, bestaande uit een walvisfabrieksschip en meerdere vangschepen. Deze ontwikkeling betekende tevens een verschuiving van het jachtgebied vanuit de arctische wateren rond de Noordpool (de Noordelijke IJszee) naar de antarctische wateren rond de Zuidpool (de Zuidelijke Oceaan).
Nederlandse reders namen hier aanvankelijk niet aan deel. Ook de Newfoundlanders bleven walvissen voornamelijk verwerken in nederzettingen aan land (zoals Rose au Rue of Williamsport). Andere landen, met name Noorwegen en het Verenigd Koninkrijk, namen wel volop aan deze ontwikkeling deel. In 1925 werd de 'slipway' ingevoerd, waarmee gedode walvissen op een snelle manier op het dek van het walvisfabrieksschip gesleept konden worden. De fabrieksschepen namen steeds meer in grootte toe, en in het seizoen 1938/'39 waren er al 34 in gebruik met een gemiddeld tonnage van 14.000 ton. De omvang van de vloot nam nog toe en in 1961 waren er 21 schepen van gemiddeld 22.000 ton met 261 vangschepen actief. Dit was de piek en twee jaar later waren er vijf fabrieksschepen uit de vaart genomen en 71 vangschepen.

### Nederland
Na de Tweede Wereldoorlog werd de Nederlandsche Maatschappij voor de Walvischvaart (NMW) opgericht, die zich met een aangekocht walvisfabrieksschip en enkele vangschepen op de pelagische walvisvaart richtte. De oprichting van de NMW werd vooral ingegeven door de naoorlogse schaarste aan oliën en vetten en de onmogelijkheid om deze met de schaarse buitenlandse betaalmiddelen elders in te kopen. Tussen 1946 en 1964 heeft de NMW met de walvisfabrieksschepen Willem Barendsz (I) en Willem Barendsz (II) en een vloot vangschepen achttien expedities in de wateren rond Antarctica uitgevoerd.
Het aantal walvissen was echter niet oneindig. Juist toen men met een nieuw Nederlands schip meer walvissen wilde gaan verwerken werd in internationaal overleg de vangst beperkt. De investering kon niet meer worden terugverdiend. In 1964 werd de walvisvaarder aan Japan verkocht en eindigde de Nederlandse activiteit op het gebied van de walvisvaart.

### Overbevissing en moratorium

Walvisvangst

Huidige status van de walvisvaart.
IWC-staten met jachtverbod (sinds 1986)
IWC-staten met aboriginal jacht
IWC-staten met commerciële jacht
Niet-IWC-staten met aboriginal jacht
Niet-IWC-staten met commerciële jacht
Niet-IWC-staten zonder jacht

De walvisvangst in de 20e eeuw begon op te lopen in de jaren 1930. De Tweede Wereldoorlog doorbrak de stijgende trend, maar na de oorlog werd deze weer opgepakt met een piek omstreeks 1960. Alleen al voor de vraag naar walschot, toegepast in cosmetica, margarine, explosieven, verf en geavanceerde smeermiddelen, werden in die periode jaarlijks 760.000 potvissen omgebracht.
Door overbejaging zijn veel walvissoorten sterk in aantal achteruitgegaan en werden deze met uitsterven bedreigd. Sinds 1931 werken landen daarom internationaal samen om de walvisvaart te reguleren. Het belangrijkste verdrag is de Internationale Conventie voor de Regulering van de Walvisvaart (ICRW) uit 1946. De Internationale Walvisvaartcommissie (IWC) werd met dit verdrag opgericht. Deze stelde in dat jaar een quotum in voor de blauwe vinvis van 16.000 zogenaamde Blue Whale Units (BWU). Ook andere walvissoorten vielen hieronder volgens een bepaalde ratio.
Aan het einde van de jaren 1950 werd de blauwe vinvis steeds zeldzamer en richtten de walvisjagers zich meer op de gewone vinvis. Twee gewone vinvissen waren een (1) BWU en zo werd ook deze soort snel overbevist. Dit maakte de eerder niet commercieel interessante Noordse vinvis ook aantrekkelijk, zodat ook deze soort onder druk kwam te staan. In 1959 had de IWC het quotum verlaagd naar 14.500 BWU, maar had daarbij geen onderverdeling naar landen gemaakt. Noorwegen en Nederland stapten daarop uit de IWC en zo golden er twee jaar lang geen quota met een toename van de vangst als gevolg. Met dalende prijzen voor walvistraan werd de walvisvaart steeds minder aantrekkelijk voor Europese reders en verkochten deze hun schepen aan Japanse rederijen die lagere kosten hadden.
In 1982 werd door de IWC besloten om vanaf 1986 een moratorium, een tijdelijk verbod, in te stellen op de commerciële jacht. Behalve de commerciële jacht worden nog twee vormen van jacht erkend, en dus niet verboden, door de IWC:
- De jacht op walvissen voor wetenschappelijke doeleinden;
- Aboriginal subsistence whaling: de traditionele jacht door volkeren als de Inuit, waarbij de mensen afhankelijk van de walvisvaart zijn om te overleven. Het IWC onderkent vier regio's waar dit is toegestaan, Alaska, Tsjoektsjenschiereiland, Groenland en Bequia.

## Landen met walvisjacht
Noorwegen erkent het moratorium niet en jaagt nog zo veel en zo vaak als het maar wil. IJsland was in 1989 gestopt met de walvisjacht maar vanaf oktober 2006 verleende het weer vergunningen. De eerste vergunningen werden verleend om tot 31 augustus 2007 negen gewone vinvissen en dertig dwergvinvissen te doden voor binnenlandse consumptie. In 2015 werd de jacht gestaakt op vinvissen omdat het vlees niet voldeed aan de strenge Japanse voedseleisen waardoor de export naar het land stil kwam te liggen. In 2018 hervatte Hvalur, het grootste walvisvaartbedrijf van IJsland, de vangst van zo'n 160 vinvissen in de noordelijke Atlantische Oceaan. De vergunningen verlopen in 2023 en de IJslandse regering heeft aangekondigd, ze niet te gaan verlengen.
Japan jaagt onder het mom van wetenschappelijk onderzoek op walvissen hetgeen onder de regels is toegestaan. Conform de IWC-afspraken komt het vlees van de gedode walvissen in de open handel. In 2014 oordeelde het Internationaal Gerechtshof dat Japan misbruik maakte van de uitzonderingsregels en de vangst moest stoppen. Op 26 december 2018 maakte de regering bekend dat Japan uit het IWC gaat treden.
In 2017 was de algemene dwergvinvis de meest bejaagde soort. In dat jaar werden 1380 walvissen gedood waarvan drie kwart dwergvinvissen. In 2017 vingen traditionele jagers 332 walvissen, voor onderzoeksdoeleinden 85 exemplaren, drie walvissen werden illegaal gejaagd en 960 stuks voor commerciële doeleinden door Japan en Noorwegen en in mindere mate door IJsland. De IJslandse walvisjager Hvalur kreeg een stroom van protesten over zich heen in 2017 na de vangst van een zeldzame blauwe vinvis en een jaar later na de publicatie van een foto van een geslachte walvismoeder met jong. Ook op de Faeröer wordt gejaagd op walvissen, waarbij groepen grienden in een jaarlijks terugkerende traditionele jacht worden gedood door de plaatselijke vissers.
Organisaties als Greenpeace en Sea Shepherd voeren actie tegen de jacht op walvissen. Met name Sea Shepherd hindert de jagers in het vangen van walvissen met soms aanvaringen op volle zee tot gevolg.
- Het villen van een walvis

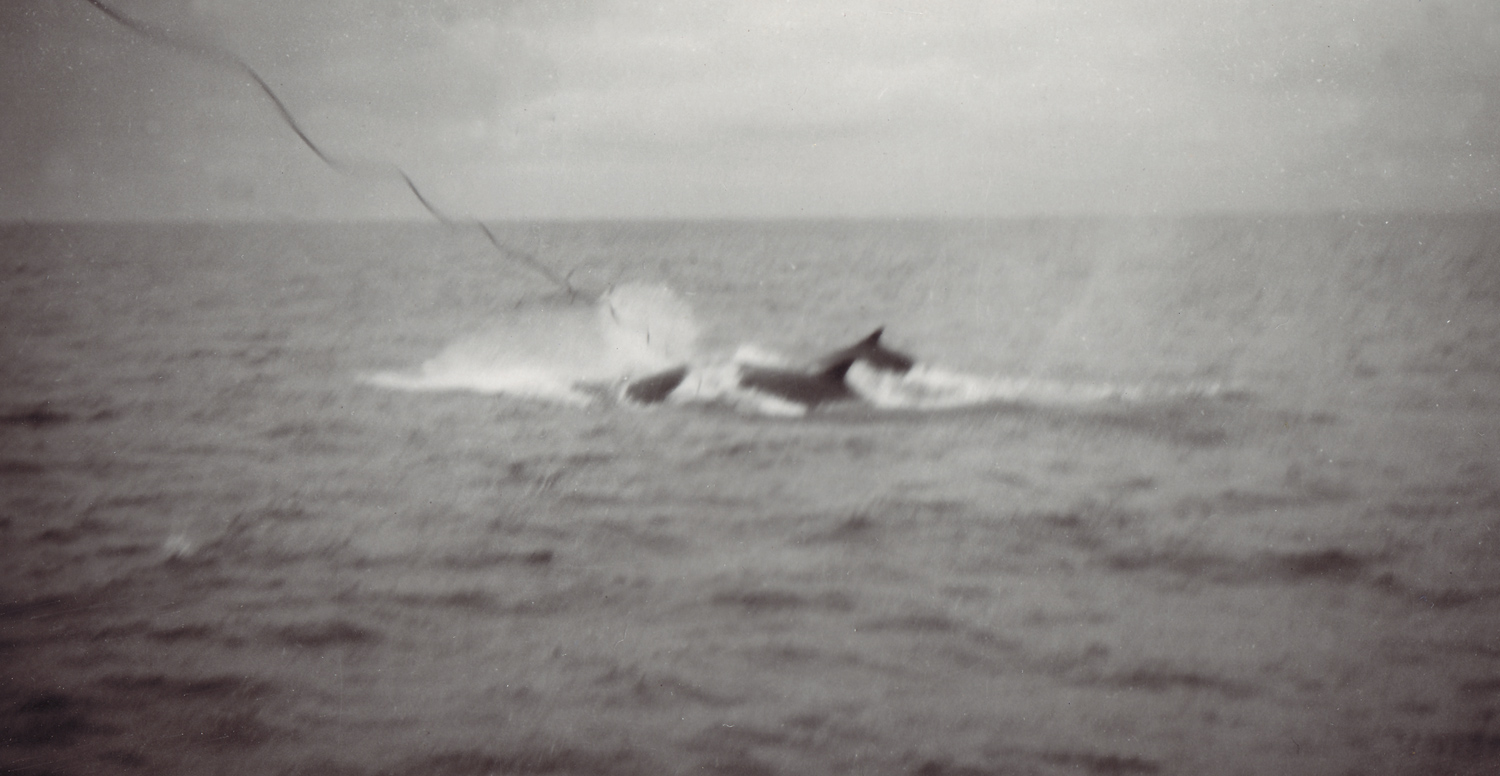
Walvisvaart in de Zuid-Atlantische Oceaan rond 1950.
- Bioscoopjournaal uit 1977. Het Zuiderzeemuseum in Enkhuizen houdt een tentoonstelling over de walvisvaart.
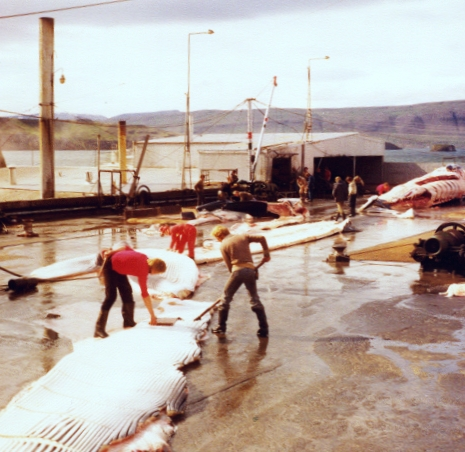
Het slachten van een walvis in IJsland (1978).
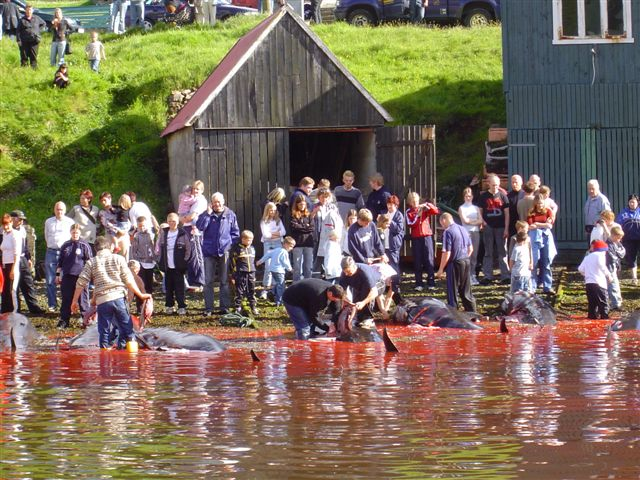
Bij de Grindadráp op de Faeröereilanden worden groepen grienden naar de kust gedreven en gedood (2004).

## In de letteren
De walvisjacht is het onderwerp van het door Herman Melville geschreven boek Moby-Dick, voor het eerst verschenen in 1851. Dit boek wordt gerekend tot de klassiekers uit de Amerikaanse literatuur. Ook de in 1949 verschenen roman The White South van de Brit Hammond Innes handelt over de walvisjacht.